# Castello di Raseborg

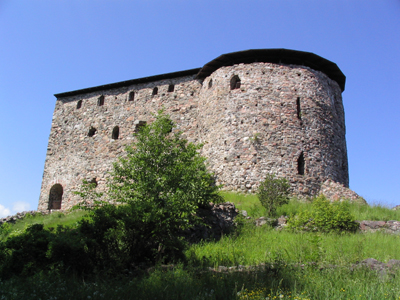
Il castello di Raseborg.

Il castello di Raseborg (Raaseporin linna in finlandese), oggi in rovina, risale al XIV secolo, e si trova nel sud della Finlandia, nei pressi della cittadina costiera di Ekenäs.
Nel XV secolo il castello aveva un rilevante ruolo strategico. Uno dei suoi ospiti più illustri fu Carlo VIII, per ben tre volte re della Svezia, tra il 1438 e il 1470.
Nella metà del Cinquecento l'importanza di Raseborg era ormai tramontata e il maniero rimase abbandonato per più di 300 anni.